# José Quintana
José Guillermo Quintana (Arjona, 24 gennaio 1989) è un giocatore di baseball colombiano, che gioca nel ruolo di lanciatore per i Pittsburgh Pirates della Major League Baseball (MLB).

## Carriera

### Gli inizi
Quintana firmò il primo contratto professionistico nel 2006 con i New York Mets, che lo mandarono a giocare nella Venezuelan Summer League (VSL) con i VSL Mets. Saltò la stagione successiva a causa di una squalifica di 50 partite per aver violato le regole della Minor League Baseball (MiLB) sull'uso di droghe e sostanze dopanti.
Nel 2008 Quintana firmò un contratto con i New York Yankees, che lo mandarono ai DSL Yankees 2 nella Dominican Summer League (DSL), dove giocò per due stagioni. Nel 2010 giocò prima nella Gulf Coast League con i GCL Yankees, poi con i Charleston RiverDogs della South Atlantic League. Nel 2011 ha collezionato un record di 10-2 nel bilancio vittorie-sconfitte con una media PGL (ERA) di 2.91 con 88 strikeout in 102 inning lanciati con i Tampa Yankees (livello A+) nella Florida State League.

### Chicago White Sox
Diventato free agent alla fine della stagione 2011, il 9 novembre dello stesso anno Quintana firmò un contratto con i Chicago White Sox. Inizialmente fu spedito a fare esperienza nei Birmingham Barons (livello AA) nella Southern League.
Debuttò in MLB il 7 maggio 2012, al Progressive Field di Cleveland contro i Cleveland Indians. Terminò la sua prima stagione in MLB con un record di vittorie-sconfitte di 6-6, una media PGL di 3.76 e 81 strikeout.

### Chicago Cubs
Il 13 luglio 2017, Quintana fu scambiato con i Chicago Cubs per i giocatori Eloy Jimenez, Dylan Cease, Matt Rose e Bryant Flete. Divenne free agent al termine della stagione 2020.

### Los Angeles Angels e San Francisco Giants
Il 22 gennaio 2021, Quintana firmò un contratto annuale del valore di 8 milioni di dollari con i Los Angeles Angels. Il 31 maggio venne inserito nella lista degli infortunati per un'infiammazione alla spalla. Tornò disponibile il 21 giugno, venendo impiegato per il resto della stagione come lanciatore di rilievo.
Il 30 agosto 2021, i Giants prelevarono Quintana dalla lista trasferimenti degli Angels. Venne designato per la riassegnazione il 30 settembre e divenne free agent il 15 ottobre dello stesso anno.

### Pittsburgh Pirates
Il 29 novembre 2021, Quintana firmò un contratto annuale del valore di 2 milioni di dollari con i Pittsburgh Pirates.

## Palmarès
- MLB All-Star: 1

2016